# Bukvica (biljni rod)
Bukvica (list rani; lat. Betonica), rod od deset vrsta višegodišnjih biljaka iz poroodice medićevki ili usnača smješten u tribus Betoniceae, dio potporodice Lamioideae.
Deset vrsta raste po Europi i Aziji. U Hrvatskoj postoje tri vrste, žuta, gustocvjetna i ljekovita bukvica ili betonika
Vrsge ovog roda su zbog molekularnih rezultata (Benditsky et al. 2011, Chen et al. 2014) izdvojeni iz roda Stachys.

## Vrste
1. Betonica alopecuros L., žuta bukvica
2. Betonica betoniciflora (Rupr. ex O.Fedtsch. & B.Fedtsch.) Sennikov
3. Betonica brantii (Benth.) Boiss.
4. Betonica bulgarica Degen & Nejceff
5. Betonica hirsuta L., gustocvjetna bukvica
6. Betonica macrantha K.Koch
7. Betonica nivea Steven
8. Betonica officinalis L., betonika
9. Betonica orientalis L.
10. Betonica scardica Griseb.